# Freecycle Network
Freecycle Network er et netværk af grupper (mailing-lister). Grupperne har til formål at fremme genbrug, primært ved at medlemmerne annoncerer, når de har ting, der er for gode til bare at blive smidt ud, men også ved at medlemmerne (undtagelsesvis) annoncerer at de mangler dette eller hint (og håber at andre medlemmer har det). Et centralt forhold er at grupperne ikke må bruges til kommercielle formål.
Der er p.t. to danske grupper.
Freecycle Network er registreret som en non-profit virksomhed i Arizona, mens de lokale grupper er mailing-lister, primært på Yahoogroups. Der er desuden en struktur med frivillige medarbejdere til støtte af gruppeledere og til afklaring af stridigheder mellem grupper.
Der er planer om en mere centraliseret struktur med en global database over udbudte og efterspurgte genstande.